# Пожарская, Мария Фёдоровна
Княгиня Мария (Евфросиния) Фёдоровна Пожарская, урождённая Беклемишева (ум. 1607) — верховная боярыня при царице Марии Григорьевне Скуратовой-Бельской.
Мать Дмитрия Пожарского — главы Второго народного ополчения, восстановившего российскую государственность.
Жена Михаила Фёдоровича Пожарского по прозванию Глухой (ум. 1588), с которым вступила в брак в 1571 году.

## Биография
Состояла боярыней при дочери царя Бориса Годунова — Ксении Борисовне, но была настолько в чести и настолько близка к самой царице Марии Григорьевне, что иногда соперничала даже с верховной боярыней, состоявшей при царице Марии Григорьевне, — Марией Лыковой (женой Михаила Лыкова), пользовавшейся большим авторитетом. Частые опалы, иногда казавшиеся беспричинными, от царя Бориса Годунова многие объясняли наветами и доносами, которыми старались очернить своих противников княгиня Мария Фёдоровна и её сын князь Дмитрий Михайлович. Под конец царствования Бориса Годунова она была верховной боярыней Московского двора при царице Марии Григорьевне.
Умерла в 1607 году, приняв монашество (вероятно, после падения Годуновых) с именем Евдокии. Похоронена в Суздале, в Спасо-Евфимиевском монастыре, где похоронены были и другие предки князя Дмитрия Пожарского.
Когда Второе ополчение выступило из Ярославля и, пройдя 7 км, остановилось на ночлег, то Дмитрий Пожарский отправился в Спасо-Евфимиевский монастырь и посетил могилы своих родителей, как бы испрашивая их благословения.

## Семья
От совместного брака с князем Михаилом Фёдоровичем имели детей:
- Князь Пожарский Дмитрий Михайлович Хромой (1578-1642) —  боярин.
- Князь Пожарский Василий Михайлович — в иноках Вассиан, по нём князь Дмитрий Михайлович в 1604 году поставил в вечный помин души паникадило в Спасо-Евфимьев монастырь.
- Княжна Дарья Михайловна[1] (г/р 1573) — жена князя Никиты Андреевича Хованского (ум. 1608).

В поколенной росписи поданной в 1682 году в Палату родословных дел у отца, князя Михаила Фёдоровича показан ещё бездетный сын — князь Юрий Михайлович Пожарский. В Русской родословной книге А.Б. Лобанова-Ростовского он не указан.
В родословной книге М.Г. Спиридова указанные дети князя Михаила Фёдоровича отнесены к князю Михаилу Тимофеевичу Пожарскому, а сам Михаил Фёдорович вообще не упомянут.